# いま、会いにゆきます
『いま、会いにゆきます』（いま、あいにゆきます）は、市川拓司によるベストセラーのファンタジー恋愛小説。2003年に小学館より刊行された。通称『いまあい』。
翌2004年に竹内結子・中村獅童主演で映画化された。2005年にはミムラ・成宮寛貴主演でテレビドラマ化されるなど、『世界の中心で、愛をさけぶ』と同じくメディアミックスによるヒット作の1つである。

## 概要
2003年2月27日、小学館から刊行された（ISBN 409386117X）。2007年11月6日に小学館文庫より文庫判が刊行されている（ISBN 978-4094082173）。市川拓司公式サイト内で、作品の5分の1ほどが公開された。
作品は市川自身の病気体験がベースとなっており、妻との恋愛やバイク旅行など、彼の実際の生活で起こったエッセンスが散りばめられている。物語の舞台について、作中では全く描かれていないが、市川と妻は埼玉県に在住していたことから、おおむね埼玉県内である。

## あらすじ
ある町に住む秋穂巧は、1年前に最愛の妻である澪を亡くし、1人息子の佑司と慎ましく過ごしていた。2人は生前澪が残した、「1年たったら、雨の季節に又戻ってくるから」という言葉が気になっていた。それから1年後、雨の季節に2人の前に死んだはずの澪が現れる。2人は喜ぶが、澪は過去の記憶を全て失っていた。
そこから3人の共同生活が始まる。

## 登場人物
秋穂 巧（あいお たくみ）
28歳にして父子家族となった主人公。脳内で化学物質が異常分泌される奇病に悩まされながら、息子と二人で慎ましく暮らす。妻との思い出を小説にしようとペンを走らせる。
秋穂 佑司（あいお ゆうじ）
巧の息子。廃工場でネジやコイルばねやスプロケットを拾い集めるのが趣味。陽に当たると黄金色に輝く髪を持ち、巧は「イングランドの王子」と呼ぶ。母が死んでから耳が遠くなった。
秋穂 澪（あいお みお）
巧の妻、佑司の母。27歳で病死するが、生前に語った自分の言葉どおり、1年後の雨の季節に廃工場へ帰ってくる。
所長
巧の勤める司法書士事務所の所長。巧の入所当時から老人で、遅刻・居眠りをする。
永瀬さん
事務所で働く物静かで真面目な女性。
ノンプル先生
巧や佑司が町内の17番公園で会話する一人暮らしの老人。元教師。
アレックス
手術によって声帯を失ったノンプル先生の飼い犬。佑司は「プー」と呼ぶ。
ベンチの青年
17番公園のベンチで生活実用辞典を読む、世話焼きな町内会長の息子。

## その他の言葉
アーカイブ星
澪が死ぬ間際に書いた絵本に出てくる星。死んだ人は、みんな、そこに行く。（そこには「雨の季節になったら、戻ってくるから…」とメッセージが残されている）
廃工場
親子が休日を過ごす場所。#5と書かれたドアのある壁1枚とひしゃげた郵便受けを残して破壊されている。
17番公園
親子がノンプル先生と語り合う公園。町内には20以上の公園があるらしい。
湖
おそらく諏訪湖。病気のために別れた巧と澪は、湖の花火大会の日に再会する。

## 映画
2004年10月30日から、全国東宝系にて映画が公開された（興行収入：48億円）。同年5月に同じく恋愛小説を映画化してヒットした『世界の中心で、愛をさけぶ』と同じ製作委員会（TBS、博報堂DYメディアパートナーズ、小学館、スターダストピクチャーズなど）によるもの。
主なロケ地は、原作にも（無名で）出てきた長野県の諏訪湖近くであるが、舞台設定を「どこかの町」であるとしたいという理由から、劇中では特に町名を前面に出している訳ではない（巧が通う「地元の大学」が松本市にあることは画面で分かる）。本当は長野県北を考えていたが、たまたまちょうど良い廃工場や森が見つかったので選んだらしい。また、場面ごとに県内各地から山梨県までまたがっており、「どこかの町」であることを強調している。

### スタッフ（映画）
- 原作 - 市川拓司『いま、会いにゆきます』（小学館刊）
- 監督 - 土井裕泰
- 脚本 - 岡田惠和
- 音楽 - 松谷卓
- 主題歌 - ORANGE RANGE 「花」(gr8! records)
- 美術 - 種田陽平
- 撮影 - 柴主高秀（J.S.C/東宝スタジオ）
- 照明 - 上田なりゆき
- 編集 - 三條知生
- 録音 - 鶴巻仁
- 制作担当 - 武石宏登
- 製作委員会 - 東宝・TBS・博報堂DYメディアパートナーズ・小学館・スターダストピクチャーズ・毎日放送

### キャスト（映画）
- 秋穂澪 - 竹内結子
- 秋穂巧 - 中村獅童
- 秋穂佑司 - 武井証
- 高校生の巧 - 浅利陽介
- 高校生の澪 - 大塚ちひろ
- 18歳の佑司 - 平岡祐太
- アヤ（佑司の同級生） - 美山加恋
- 澪の大学の友人 - 田中圭
- 永瀬みどり - 市川実日子
- 浜中晶子（佑司の教師） - YOU
- ケーキ屋店主 - 松尾スズキ
- 野口医師 - 小日向文世
- 司法書士事務所所長 - 中村嘉葎雄

### 受賞
- 第28回日本アカデミー賞 優秀主演女優賞[2]
- 第23回ゴールデングロス賞 日本映画部門 優秀銀賞[3]
- 第17回日刊スポーツ映画大賞・石原裕次郎賞 助演男優賞
- 第22回わかやま市民映画祭
  - 主演女優賞
  - 助演男優賞
- 第9回ニフティ映画大賞
  - 主演男優賞
  - 主演女優賞
- 2004年度MovieWalkerシネマ大賞 ベスト女優部門第1位
- 新藤兼人賞2004 金賞（土井裕泰）

### 米国でのリメイク
2005年1月にハリウッド映画関係者向けの試写が字幕付きで行われた。その場に出席していた女優のジェニファー・ガーナーが感銘を受け、ワーナー・ブラザースにリメイク化を直談判、そのまま企画が通り、後にハリウッドでのリメイクが決定した。主演もジェニファー・ガーナーが務める。『Be with You』の題で2009年公開予定だったが、映画が実際に製作されたとの報道は未だにない。

### 韓国でのリメイク
2018年に韓国でリメイクされた。邦題は『Be With You〜いま、会いにゆきます』。ソ・ジソブ、ソン・イェジン出演。監督はイ・チャンフン。

## テレビドラマ
2005年7月3日から9月18日まで毎週日曜21時 - 21時54分に、TBS系の日曜劇場でドラマ版が放送された。全10回。ただし、8月14日と9月11日（第44回衆議院議員総選挙）は放送休止。初回と最終回は15分拡大して22時9分まで放送された。ミムラと成宮寛貴が夫婦役で出演、息子役は映画版と同じく武井証が演じ、主題歌も同じくORANGE RANGEが担当した。
また、2007年4月から、ハワイでも地上波放送局KIKU-TVで英語字幕付放送された（現地時間日曜20時 - ）。英語でのタイトルは"Be with you"。

### キャスト（テレビドラマ）
- 秋穂 澪（24） - ミムラ
- 秋穂 巧（25） - 成宮寛貴
- 永瀬 万里子（25） - 岡本綾 - 巧の同僚
- 中学生の澪（回想） - 黒川智花
- 中学生の巧（回想） - 福本有希
- 中学生の万里子（回想） - 志保
- 工藤 明宏（回想） - 三浦春馬 - 高校時代の巧の陸上部のライバル
- 秋穂 佑司（7） - 武井証
- 斉藤 レナ（6） - 重本愛瑠 - 佑司の同級生
- 三浦 沙織（27） - MEGUMI - 佑司の担任の先生
- 小笠原 友也（43） - でんでん - 移動店舗車「UFO屋さん」の店主
- 本郷 尚美（41） - 余貴美子 - 巧の主治医
- 鈴木 八郎（64） - 谷啓 - 巧の上司
- 今井 秀夫（27） - 山崎雄也 - 巧と万里子の同僚
- 菊地 俊輔（38） - 生瀬勝久 - ケーキ店主
- 菊地 あすか（40） - 中井美穂 - ケーキ店主の妻
- 榎田 孝雄（60） - 山本圭 - 澪の父
- 榎田 涼子（55） - 三田佳子 - 澪の母

### スタッフ（テレビドラマ）
- 原作 - 市川拓司「いま、会いにゆきます」（小学館刊）
- 脚本 - 飯野陽子、篠崎絵里子
- 音楽 - 妹尾武
- 主題歌 - ORANGE RANGE「キズナ」（gr8! Records / SONY MUSIC Records）
- 演出 - 平野俊一、山室大輔、大岡進、川嶋龍太郎
- プロデューサー - 伊與田英徳
- 制作 - TBSテレビ
- 製作著作 - TBS

### サブタイトル
| 各話                                                       | 放送日        | サブタイトル   | 脚本       | 演出       | 視聴率 |
| ---------------------------------------------------------- | ------------- | -------------- | ---------- | ---------- | ------ |
| 第1話                                                      | 2005年7月03日 | 6週間の奇跡    | 飯野陽子   | 平野俊一   | 15.2%  |
| 第2話                                                      | 2005年7月10日 | 授業参観       | 飯野陽子   | 平野俊一   | 13.0%  |
| 第3話                                                      | 2005年7月17日 | 約束           | 篠崎絵里子 | 山室大輔   | 11.5%  |
| 第4話                                                      | 2005年7月24日 | 母の愛         | 飯野陽子   | 大岡進     | 10.9%  |
| 第5話                                                      | 2005年7月31日 | 恋の予感       | 篠崎絵里子 | 平野俊一   | 09.2%  |
| 第6話                                                      | 2005年8月07日 | 三角関係       | 飯野陽子   | 山室大輔   | 09.0%  |
| 第7話                                                      | 2005年8月21日 | わずかな時間   | 篠崎絵里子 | 大岡進     | 09.5%  |
| 第8話                                                      | 2005年8月28日 | 好きです。でも | 飯野陽子   | 川嶋龍太郎 | 09.1%  |
| 第9話                                                      | 2005年9月04日 | あと一日       | 篠崎絵里子 | 山室大輔   | 10.7%  |
| 最終話                                                     | 2005年9月18日 | 涙の別れ       | 飯野陽子   | 平野俊一   | 11.6%  |
| 平均視聴率 11.1%（視聴率は関東地区・ビデオリサーチ社調べ） |               |                |            |            |        |

### 小説・映画・ドラマとの違い
- 秋穂家 - 巧・澪・佑司の3人家族で、1年前に病死した澪が雨の季節に帰ってくるという基本構造は同じであるが、巧と澪が中学時代の同級生で高校の時離れてと言うのはドラマオリジナル。原作・映画は高1で出会い大学の時に1度離れる。
- 年齢 - 小説＆映画の巧は29歳の設定だが、ドラマ版は演者に合わせて25歳と若く設定された。しかし息子の佑司の年齢は6歳と変えていないため、ドラマ版は巧と同い年の澪は10代で結婚して18, 19歳頃に佑司を産んだ事になった。これに伴い高校・大学での出会いと別れでは成立しなくなるため、ドラマ版では中学・高校での出会いと別れへと下げられた。
- 澪の両親 - 小説＆映画では登場しなかった澪の両親が物語の重要な人物として登場する。
- 巧の勤務先 - 小説＆映画の巧は司法書士事務所で働いているが、ドラマ版の勤務先は移動図書館。職場によく居眠りしてる上司と20代の女性の同僚がいるという点は小説＆映画と同じである。その女性の同僚の名字は映画と同じ永瀬であるが、下の名前は映画と違って、万里子である（映画ではみどり）。その同僚の永瀬が巧と澪の中学時代の同級生というのはドラマオリジナル。
- ケーキ店の夫婦 - 小説にはなかったものの、映画で登場したケーキ店とその主人。ドラマ版では夫婦で登場し、チョイ役だった映画よりも出番が多く重要な役どころとなっている。
- 巧の主治医 - 映画で登場した小日向文世演じる野口医師の代わりの役どころとして、女医が巧の主治医として登場する。
- 全体にドラマ版は小説よりも映画版のストーリーや設定を脚色している。前述のケーキ店店主のエピソードは小説には無かったもので映画からの脚色である。逆にノンプル先生や犬のアレックスのエピソードなど映画に採用されなかった小説のみのエピソードはドラマ版でも採用されていない。

## 漫画
画：高田靖彦、原作：市川拓司で「ビッグコミックスペリオール」（小学館）にて連載された。
2004年10月28日、小学館から単行本が刊行された（ビッグコミックス、ISBN 4091861571）。
基本的なあらすじは同じであるが、記憶をなくした澪と巧、佑司が初めて出会う場所が森ではなく砂浜であることや、澪の母が悪役として描かれるなど、原作や映画版の夢想的な要素は消え失せてしまっている反面、澪が去ってから巧が免許を取り直したり佑司がハンバーグを振舞ったりなど、二人の成長が殊更はっきりと描かれている。
画：川島彩、原作：市川拓司、脚本：飯野陽子で『女性セブン』にて連載された。
2005年、小学館から単行本が刊行された（フラワーコミックス・スペシャル、ISBN 4091302769）。
基本的なあらすじは同じであるが、巧の職業が司書、澪は絵を描くことが好きだったことになっている。

## ドラマCD
フロンティアワークス、2008年6月25日発売。JAN 4580143036662

### キャスト（ドラマCD）
- 秋穂澪 - 平野綾
- 秋穂巧 - 石田彰
- 秋穂佑司 - 緒方恵美
- 永瀬さん - たなか久美
- ノンブル先生 - 納谷六朗
- TVアナウンサー - おちあやか
- ナレーション - 水谷ケイコ